# أوسكار مندوزا إيزورديا
العقيد أوسكار مندوزا إيزورديا (ولد في 4 يونيو 1917) كان رئيس المجلس العسكري في غواتيمالا من 24 أكتوبر 1957 إلى 26 أكتوبر 1957. وكان قد انتخب في وقت لاحق في منصب نائب الرئيس في 12 أيلول عام 1980 بعد استقالة فرانسيسكو فيلاغران. خدم حتى الانقلاب العسكري في إفراين ريوس مونت مارس 1982.

## الحكومة العسكرية المجلس العسكري (1957)
- العقيد أوسكار مندوزا إيزورديا
- العقيد روبرتو سالازار
- العقيد جونزالو يوريتا نوفا[2]